# Sprookjesbos (Efteling)

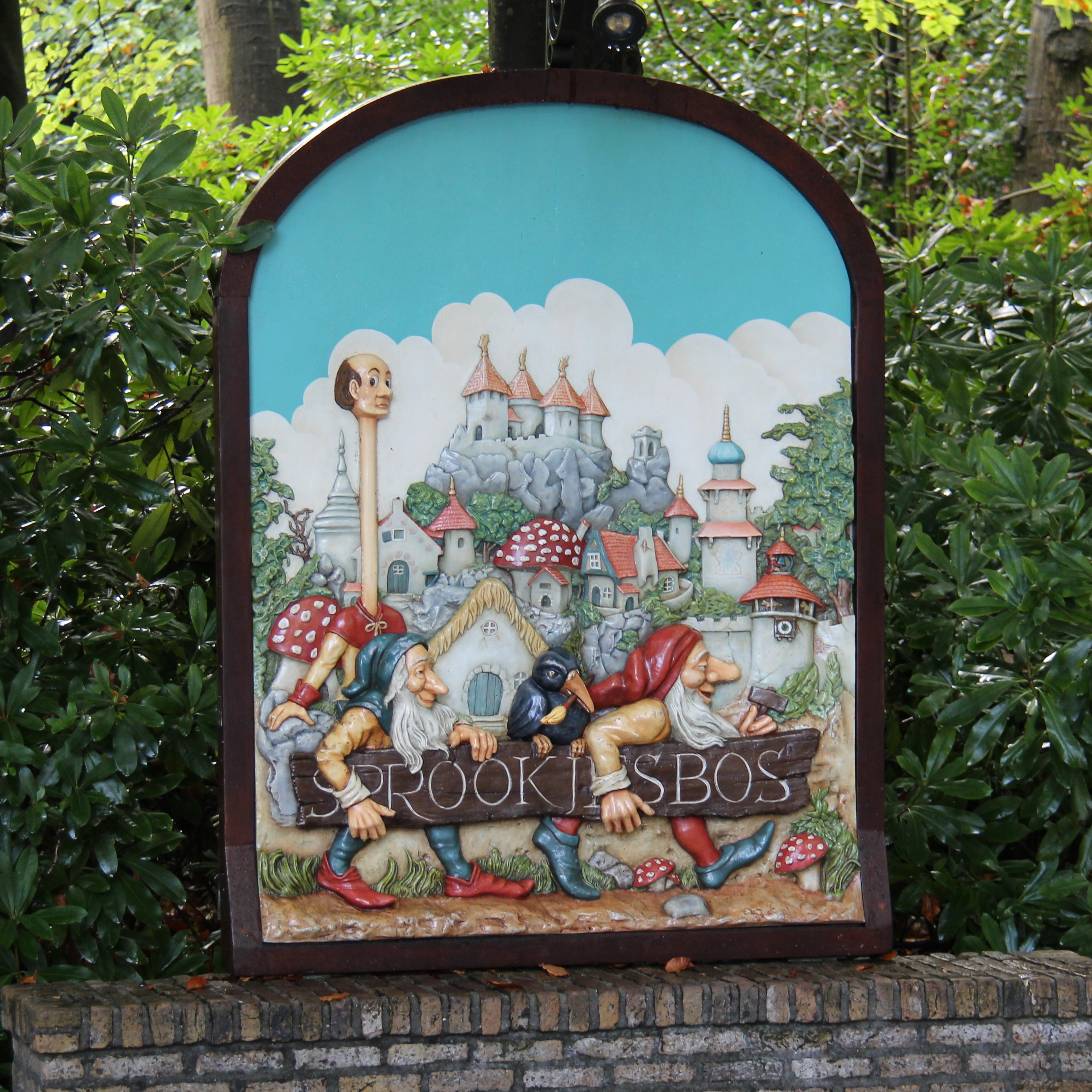
De ingang van het Sprookjesbos

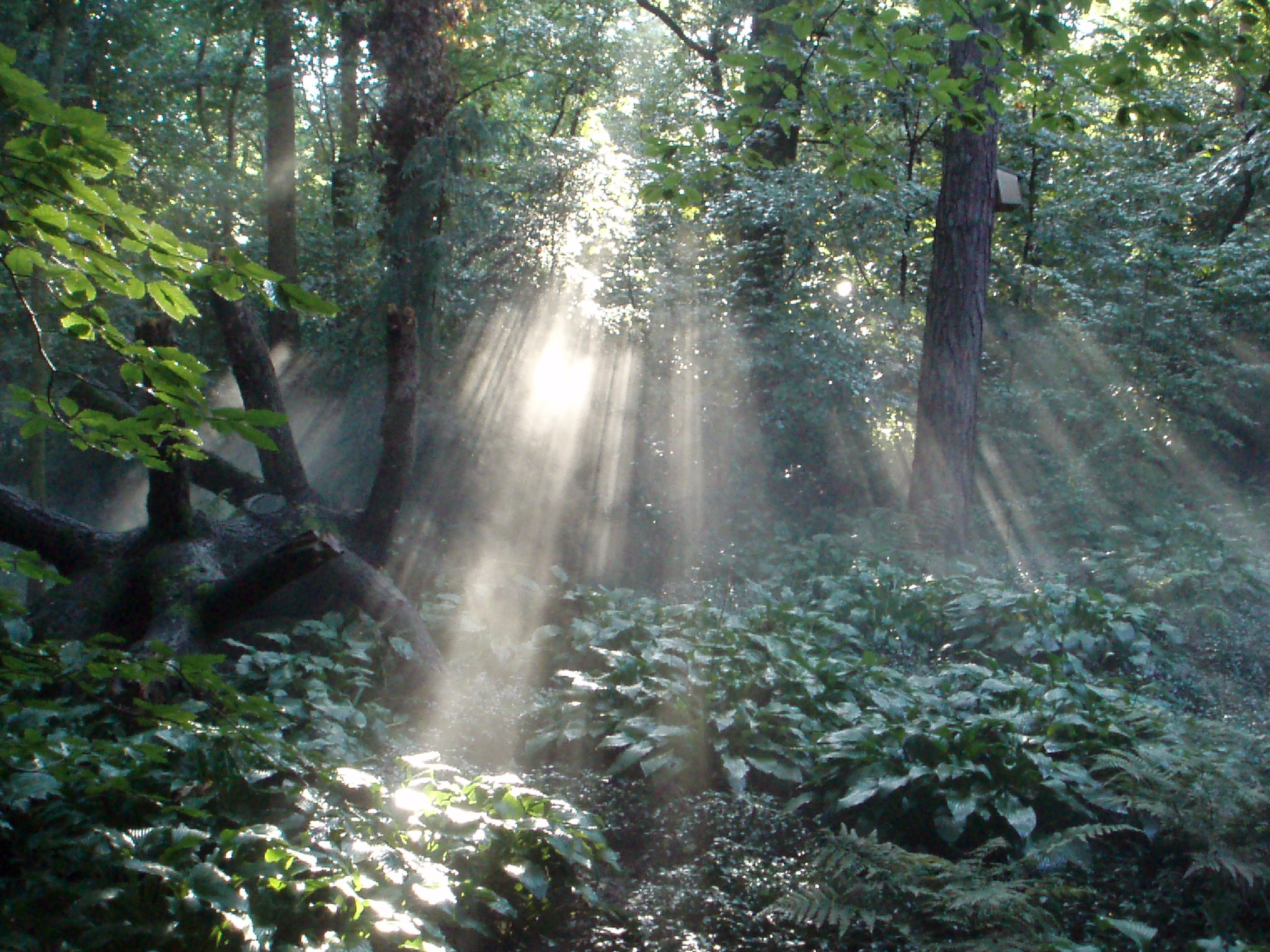
Het sprookjesbos

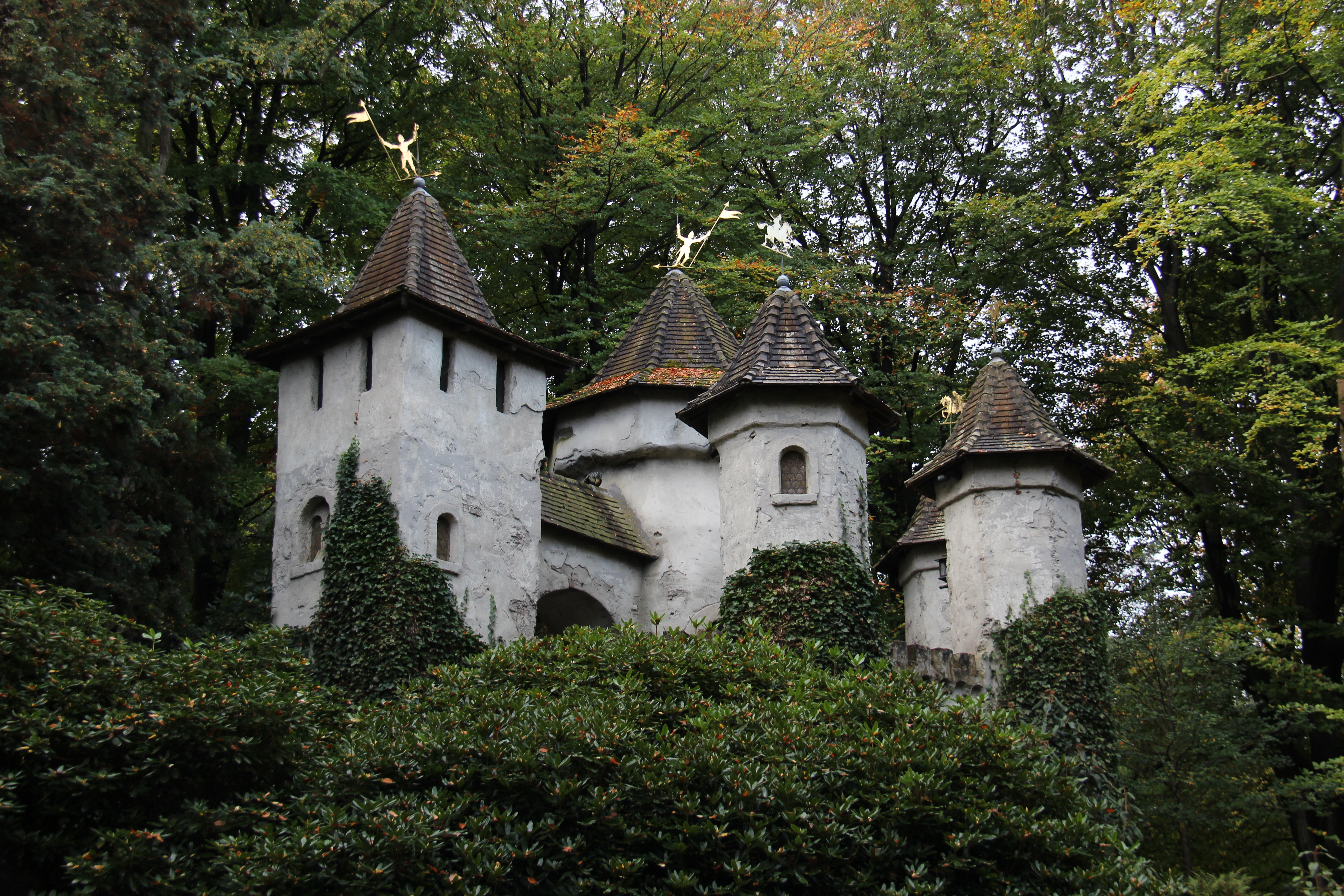
Het kasteel van Doornroosje staat al sinds 1952 in het Sprookjesbos

Het Sprookjesbos in de Efteling bestaat vanaf 31 mei 1952. Er is twee jaar gewerkt om in het Sprookjesbos tien sprookjes te verwezenlijken. De ontwerpen voor de sprookjes zijn van de hand van Anton Pieck, terwijl de technische uitvoering ervan voor rekening komt van Peter Reijnders. Langs de oudere paden van het Sprookjesbos vindt men een vijftiental paddenstoelen opgesteld staan waaruit het vrolijke barokke klavecimbelmenuet in G Majeur van Christian Petzold klinkt.
De eerste tien sprookjes waren: de (eerste) Chinese Nachtegaal (op de plek waar nu Draak Lichtgeraakt zit), het Kasteel van Doornroosje (toen nog zonder figuranten), het Kabouterdorp (minder uitgebreid), De Zes Dienaren, het Stoute Prinsesje, Kleine Boodschap, de Kikkerkoning, de Magische Klok, de Put van Vrouw Holle en Sneeuwwitje.
Enkele personages en verhalen uit het Sprookjesbos worden samengebracht in de televisieserie Sprookjesboom, gemaakt door de animatiestudio Motek Entertainment.
Sinds november 2023 wordt het Sprookjesbos als een apart themadeel gezien, naast Marerijk, Anderrijk, Reizenrijk, Ruigrijk en Fantasierijk.

## Sprookjes
Het zes hectare grote Sprookjesbos van de Efteling is een wandeling door de sprookjesboeken van de gebroeders Grimm, Hans Christian Andersen en Charles Perrault. Ook zijn er sprookjes toegevoegd die speciaal voor de Efteling zijn geschreven.
De Efteling begon als park in 1952 met het Sprookjesbos. Aan het concept ervan is de Efteling door de jaren heen trouw gebleven: regelmatig werden sprookjes vernieuwd en andere sprookjes toegevoegd, waarbij de bijzondere sfeer uit de beginjaren wordt behouden.
Met zorg wordt gewaakt over de erfenis van Anton Pieck, zodat steeds weer nieuwe generaties zich kunnen blijven verwonderen over het hart van de Efteling. De meest recente toevoeging aan het Sprookjesbos is De Prinses op de Erwt.
Wie vandaag de dag de officiële Sprookjesbosroute volgt, begint aan een lange, nostalgische wandeling langs 30 sprookjes.